# Gilbert Prouteau
Pour les articles homonymes, voir Prouteau.
Gilbert Prouteau, né à Nesmy (Vendée) le 14 juin 1917 et mort à Cholet (Maine-et-Loire) le 2 août 2012, est un écrivain, poète, cinéaste et athlète français.

## Biographie

### Athlétisme
En 1939, il est second au championnat d'athlétisme de France dans la discipline du triple saut  sous les couleurs du club athlétique des sports généraux (CASG) de Paris.
En 1948, à une époque où les médailles olympiques récompensaient, outre les performances sportives, des créations en lien avec le sport dans cinq catégories : peinture, sculpture, musique, littérature et architecture, cet international d'athlétisme obtient une médaille de bronze pour un poème lors des compétitions artistiques aux Jeux olympiques d'été de 1948 à Londres.

### Carrière littéraire
Parallèlement puis postérieurement à sa carrière sportive, il mène des activités de poète, d'écrivain, de scénariste, de cinéaste et de polémiste.
En 1961 son roman Le Sexe des anges est en lice pour le Goncourt.
Ses prises de position lors du procès en réhabilitation de Gilles de Rais en 1992 sont connues pour avoir eu un large retentissement. Auteur de canulars littéraires avec Simenon ou Robert Desnos, Prouteau a parfois été qualifié de facétieux et de provocateur. Le procès de réhabilitation de Gilles de Rais serait ainsi une « farce monumentale  (…) montée avec des comparses de haute volée », mystification dont Prouteau s'amusait encore plusieurs années après.
Au début des années 1990, il est, avec Jean-Pierre Thiollet et Jacques Dubois, l'un des collaborateurs les plus renommés de la revue L'Amateur d'art, longtemps dirigée par Michel Boutin.
Il est également connu comme le créateur de l'Acedia (Académie européenne pour la défense et l'illustration de l'art de vivre) qui sélectionne et encourage la qualité de vie.
Vivant à Treize-Vents en Vendée, il cite pratiquement toujours dans ses livres sa commune de naissance, Nesmy, en Vendée également. Il meurt à Cholet le 2 août 2012.

## Principales œuvres

### Écrivain
Les principales œuvres écrites de Gilbert Prouteau sont : 
- Rythme du Stade, (poèmes, Grand prix de la littérature sportive) en 1942 ;
- Le Sexe des Anges, roman en 1952 ;
- Tout est dans la fin en 1971 ;
- Le Dernier Défi de Georges Clemenceau, biographie en 1979 ;
- Le Grand roman de Jules Verne : sa vie, Stock, 1979 ;
- La Nuit de l'île d'Aix ou le Crépuscule d'un dieu en 1985 ;
- La vie passionnée de Georges Clemenceau, Étrépilly, Presses du Village, 1987, 340 p. (ISBN 978-2-90556-340-8)
- Gilles de Rais ou la Gueule du loup aux Éditions du Rocher en 1992 ;
- Je te dis qu’il faut vivre, autobiographie en 1998 ;
- Monsieur l'instituteur en 2000 ;
- Les Soleils de minuit en 2003 ;
- Gilbert Prouteau, Je passe aux aveux : Entretiens avec Xavier Armange, Saint-Sébastien-sur-Loire, Éditions d'Orbestier, 2002, 232 p. (ISBN 978-2842380458) ;
- Rabelais en Vendée aux Éditions D'Orbestier en 2004 ;
- Les Orgues d’Hélène, poèmes en 2007 ;
- Le Roman de la Vendée, chronique documentaire en 2010 ;
- Les mots de passe, œuvre posthume, essai, le 20 juillet 2013 [11], Éditions du Petit Pavé [12]

### Cinéaste
- 1953 : La vie passionnée de Clémenceau[13] ;
- 1953 : Victor Hugo, homme de l'Ouest ;
- 1969 : Dieu a choisi Paris, avec Jean-Paul Belmondo.

## Distinctions

### Hommages
- Selon Roger Frison-Roche, il est « un des plus purs poètes de notre temps »[14] ;
- Quelques jours avant sa mort, le 25 juillet 2012, un film documentaire réalisé par Alexa Schulz lui rend hommage[15], retraçant les relations entre arts et sports[16].

### Récompenses
- Prix Gérard de Nerval ;
- Grand Prix de littérature sportive ;
- En 1959, Prix Sainte-Beuve pour La peur des femmes ;
- Grand Prix de littérature de la Ville de Bordeaux ;
- Grand Prix Thyde Monnier de la Société des gens de lettres (SGDL)[17] ;
- Art Contests Medal 1948 Summer Olympics Londres[18] ;
- Grand Prix de littérature des écrivains de l’Ouest ;
- En 2009, il reçoit le Prix de la carrière décerné par l'association des écrivains sportifs. Le Prix de la carrière récompense une femme ou un homme qui, tout au long de sa carrière, par ses écrits ou par ses travaux, a apporté une contribution importante au sport, à sa diffusion et son retentissement[19].